# Genetický draft
Genetický draft, také nazývaný evoluční svezení se, nastává pokud se frekvence výskytu alely v populaci mění ne protože by na ní působil selekční tlak, ale protože je blízko jinému genu ve stejném chromozomu. Zároveň, pokud gen projde selektivním smetením, ovlivní také frekvenci výskytu všech genů, které jsou s ovlivněnými vlastnostmi ve vzájemné rovnováze. Takovým procesem se v genofondu mohou šířit i neutrální nebo mírně škodlivé alely. Naopak pokud nová škodlivá mutace eliminuje z genofondu neutrální alely, proces nazýváme selekce na pozadí. Jak selekci na pozadí tak evoluční svezení se řadíme mezi stochastické (náhodné) evoluční procesy, jako genetický drift.

## Historie
Původní anglický název genetic hitchhiking poprvé použil roku 1974 Maynard Smith a John Haigh, ale jev nebyl příliš studován až do práce Johna H. Gillspieho z roku 2000.

## Výsledky
Evoluční svezení se nastává, když je neutrální polymorfismus ve spojené nerovnováze s druhým místem výskytu genu, který je ovlivněn selektivním smetením. Neutrální alela, která je spojená s onou nově vzniklou mutací se bude v genomu objevovat stále častěji, v některých případech dokud se nefixuje v populaci. Ostatní neutrální alely, které jsou spojeny s nevýhodnou variantou oné alely se budou stávat v genomu naopak stále vzácnějšími. Sečteno a podtrženo, evoluční svezení se značně redukuje genodiverzitu v populaci.
Nejedná se však pouze o neutrální mutace, „příživnické“ mutace se mohou také evolučně svést.
Ještě předtím, než se ale svezená nevýhodná či neutrální alela fixuje nebo úplně zmizí z genomu populace může být přerušena rekombinací. Čím blíže je evolučně svezený polymorfismus genu vystavenému selekci, tím menší je pravděpodobnost, že rekombinace nastane. Tento princip může být užitečný, pokud chceme pomocí mapování populace zjistit, které geny byly v nedávné době vystaveny selekčnímu tlaku.